# Епителна тъкан
Епителната тъкан е изградена от плътно разположени една до друга клетки – различни по големина и форма със съвсем малко количество междуклетъчно вещество. Клетките са разположени върху тънка пластинка от плътно вещество – базална мембрана, която изпълнява опорна функция. Само епителната тъкан произлиза от трите зародишни пласта. Например епидермисът на кожата произлиза от ектодермата, епителът на стомаха и червата – от ендодермата, а този на бъбрека – от мезодермата.
Различават се два основни вида епител: покривен и жлезист.

## Покривен епител
Покривният епител изгражда външният слой на кожата и постила повърхността на вътрешните органи. Клетките могат да бъдат в един или няколко слоя. По форма биват:
- плоски;
- кубични;
- цилиндрични.

## Слоеве

### Еднослоен
Във вътрешността на организма, където клетките покриват метаболитно активни органи с необходимост от пропускливи мембрани, епителните клетки са разположени в един или няколко тънки слоя според нуждите на съответната тъкан. Еднослоен епител се наблюдава при жлези, в гломерулата на бъбреците, в капилярите, във вътрешните органи – стомах, черва, пикочен мехур, трахея и др. В червата епителът има всмукваща функция, а в бъбречните каналчета – отделителна. Дихателните пътища са покрити с ресничест (влакнест) епител. Движението на ресничките е обратно на попадналите частици (това се нарича влакнестолигавичен ескалатор, на английски: mucocilliary escalator).

### Многослоен/стратифициран
В органите, които са в непосредствен допир с външната среда, епителът е многослоен. Броят на слоевете е от 10 до 30. Епителът на кожата, наречен епидермис, е многослоен плосък вроговяващ (кератинов слой). Многослойният плосък невроговяващ изгражда лигавицата на устната кухина, хранопровода, влагалището. Основната функция на многослойния епител е защитна. Тъй като са изложени непрекъснато на физични и химични въздействия, повърхностните клетки постоянно се излющват и се подменят чрез делене на клетките на възпроизводителния слой. Така се запазва целостта на епитела.

## Жлезист епител
Жлезистият епител се разделя на два вида според средата, в която секретират съответните жлези. Ако секретират в кръвта, тъканта е ендокринна, а ако секретират в извънклетъчното пространство – в специално изградени структури или в непосредствената среда, то тъканта се нарича екзокринна. Жлези могат да притежават и двата вида тъкан, например при панкреаса един вид клетки са екзокринни и секретират храносмилателни ензими, а друг вид – ендокринни и секретират хормони.

### Екзокринен епител
Жлезите с външна секреция имат отводящи каналчета, които са разположени главно на повърхността на тялото (потни, мастни жлези), в кухините на вътрешни органи (напр. черен дроб), слюнчестите жлези в устната кухина.

### Ендокринен епител
Вторият вид жлези – жлезите с вътрешна секреция – нямат отводящи каналчета и секретират направо в кръвта. В някои случаи жлезистите клетки функционират самостоятелно и се разглеждат като едноклетъчни жлези. Такива клетки има в лигавицата на храносмилателната и дихателната система.